# John Law
John Law (výslovnost ve Francii Las, z původní psané podoby Laws; pokřtěn 21. dubna 1671 – 21. března 1729) byl skotský ekonom, který hrál za regentství ve Francii velmi významnou roli ve finančnictví, státních financích a ekonomii. Přesvědčil regenta Filipa II. Orleánského vládnoucího v době dětství krále Ludvíka XV. a Regentskou radu o výhodách papírových peněz krytých stříbrem a tak mu povolili je tisknout. Law si založil vlastní banku a v ní vydával tyto „poukázky na stříbro“ – papírové peníze, bankovky. Později ony bankovky nebyly kryty (slíbeným množstvím stříbra), tím ve Francii způsobil velkou inflaci s obvyklými následky a tento jeho „systém“ záhy zkrachoval. Díky „Lawsovu systému“ se Francii, zejména její vládě, významně snížil státní dluh, neboť byl (zjednodušeně řečeno) zaplacen inflačními penězi.

## Život

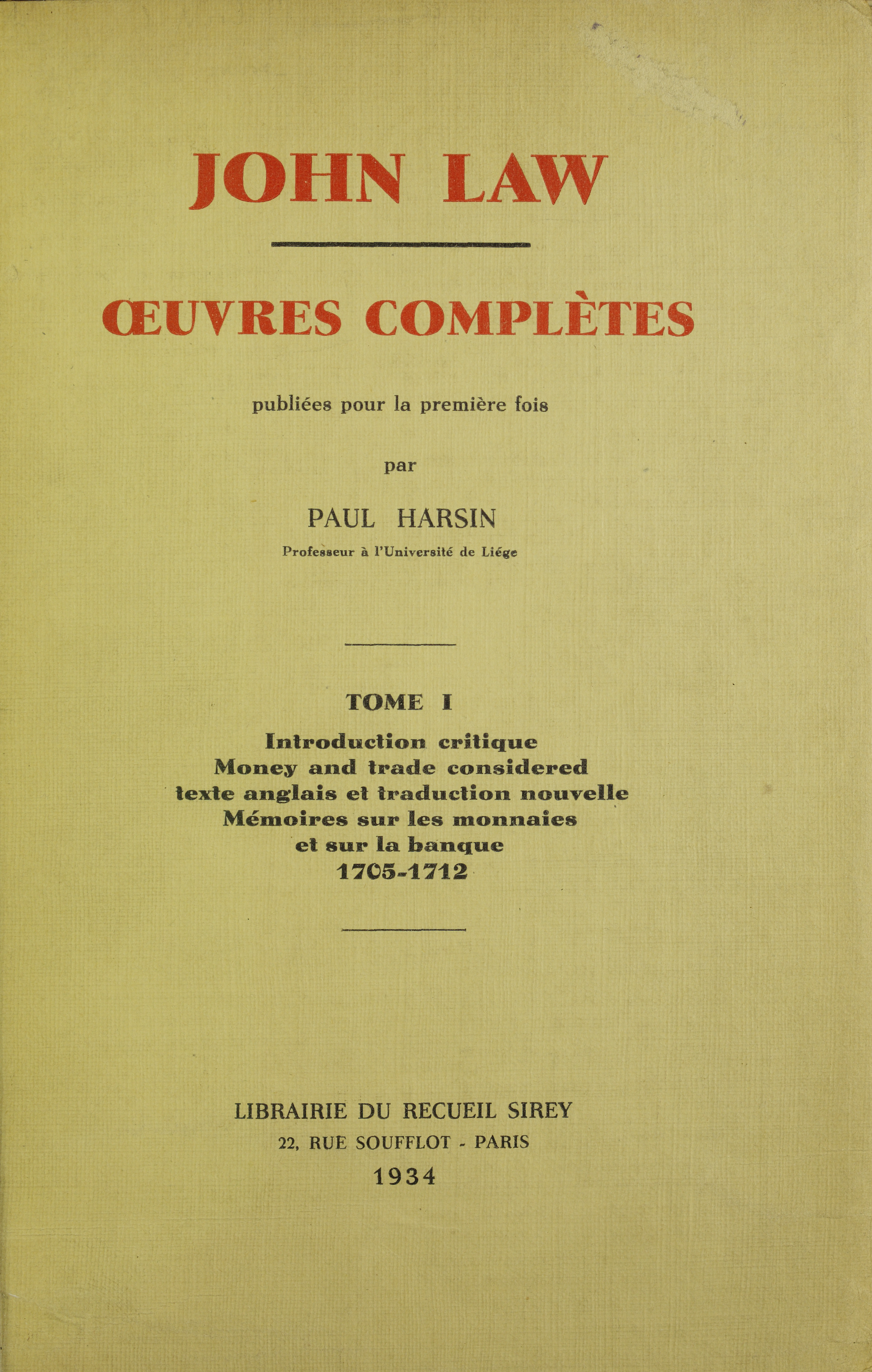
Money and trade considered, with a proposal for supplying the Nation with money', 1934

Law se narodil do rodiny bankéřů a zlatníků ve skotské správní oblasti Fife. Jeho otec koupil hrad Lauriston v Cramondu, nyní předměstí Edinburghu. Proto mu také říkali Law z Lauristonu. Od 14 let se věnoval rodinnému podnikání a studoval bankovnictví, až do smrti svého otce v roce 1688. Pak opustil podnikání a věnoval se zábavě. Odcestoval do Londýna, kde prohrál mnoho peněz v hazardních hrách.
Devátého dubna 1694 John Law postoupil souboj s Edwardem Wilsonem. Wilson ho vyzval na souboj kvůli Elizabeth Villiersové. John Law ho v souboji zabil. Byl shledán vinným z vraždy a odsouzen k smrti. Rozsudek byl zmírněn, jednalo se o neúmyslné zabití. Wilsonův bratr však dosáhl jeho uvěznění, jemu se ale podařilo uniknout do Amsterdamu.
Law naléhal na vedení národní banky, aby banka usnadnila poskytování úvěrů a vydala papírové peníze, kryté pozemky, zlatem nebo stříbrem. První představa tohoto systému byla představena, když se Law vrátil do Skotska a přispěl k debatám vedoucím ke Smlouvě o unii 1707. Jeho návrh, aby vznikla národní skotská banka, byl odmítnut a Law se snažil své ambice realizovat v cizině. Deset let strávil cestováním mezi Francií a Holandskem a zabýval se finančními spekulacemi. Problémy francouzské ekonomiky mu daly šanci uvést své nápady do života.
V Paříži, krátce před smrtí Ludvíka XIV., poznal Law jeho synovce, vévodu Filipa Orleánského. Postupně se dostal příležitost vybudovat „Lawsův systém“ a stát se jedním z nejdůležitějších ekonomických činitelů ve Francii. Do posledních svých dnů však obhajoval svou teorii a svůj finanční projekt. Po krachu svého „systému“ John Law utekl před lynčováním z Francie s holýma rukama. Umřel chudý, napůl žebrák, v Benátkách, roku 1729.

## Lawsův systém
Vévoda Filip II. Orleánský, jenž po smrti Ludvíka XIV. převzal regentskou vládu (tzv. doba regentství), protože Ludvík XV. byl ještě malé dítě. Filip Orleánský chtěl zlikvidovat obrovský státní dluh. Protože všechna opatření skončila víceméně nezdarem, přišel čas Johna Lawa. Law chtěl založit cedulovou banku, která by převzala správu královských příjmů a zároveň mohla vydávat vlastní bankovky. Tyto bankovky měly být kryty příjmy z daní a pozemky v držení banky. Law byl několikrát přijat vévodou, brzy měl jeho důvěru, a u dvora pověst finančního experta. Tak získal nezbytnou podporu pro svůj projekt.
Dne 5. května 1716 byl královským výnosem pověřen založit Všeobecnou banku (Banque Generale). Law správně poznal, že peníze samy nejsou hodnotou, ale prostředkem směny hodnot. Law si však neuvědomoval, že metoda tisku papírových bankovek může být životaschopná jen při dostatečném krytí oběživa. Všeobecná banka byla zpočátku velmi úspěšná a její akcie za první rok vzrostly o 15 procent. To vyvolalo důvěru vlády v Johna Lawa. V té době pokračovalo osidlování amerického středozápadu a Law věřil, jako mnozí, že v oblastech Louisiany a Mississippi budou velká naleziště drahých kovů a drahokamů. Law se snažil získat monopol na obchod s těmito regiony.
John Law proto založil akciovou Západoindickou společnost (Compagnie des Indes occidentales), zvanou též „Společnost Mississippi“. Na řece Mississippi tato společnost založila město La Nouvelle-Orléans (dnešní New Orleans) a francouzským přistěhovalcům rozdělila půdu, dávala půjčky a úvěry.
Za podpory Filipa Orleánského byla soukromá Všeobecná banka přeměněna (v roce 1718) na Královskou banku (Banque Royale) a jejím jediným akcionářem se stal stát. Banka mohla vydávat papírové bankovky. Law začal ve velkém tisknout bankovky a skupovat další trhy a spekulovat ve velkém. Obrovskou propagandou dosáhl růstu ceny akcií Západoindické společnosti, např. kupoval zpět akcie této společnosti vytisknutými penězi. K Západoindické společnosti – matce založil její dcery – dceřiné společnosti, jejichž akcie si mohli kupovat pouze držitelé „matky“. Přednostně bylo možné akcie platit státními dluhopisy. Ceny akcií těchto společností stouply až na pětisetnásobek (500x). Poté, co se báječné pověsti z kolonií nepotvrdily, se investoři začali zbavovat papírových peněz. Law třeba prosadil zákaz kovových mincí a zákaz nákupů stolního stříbra, šperků, drahokamů a zlata. Ale krachu už se nedalo zabránit. Akcie Západoindické společnosti nezadržitelně padaly. Čelní dvořané a jiní mocní si vynutili zaplacení svých pohledávek přednostně a v plné výši, na ostatní zbylo tím méně.
Vévoda Filip pak v roce 1720 odvolal Lawa z úřadu. V roce 1721 Západoindická společnost přešla pod státní správu, objevila se obrovská inflace.

### Následky
Velmi mnoho lidí zchudlo a následkem byl pokles ekonomických aktivit. John Law se tak ve Francii „zasloužil“ o nedůvěru k papírovým penězům. Ve Francii k nim dlouho panovala nedůvěra a byly zavedeny později než v některých dalších podobně vyspělých západoevropských zemích.

### Analogie
Podobná, méně devastační, situace byla v téže době ve Velké Británii - Lord Správce pokladu Robert Harley poskytl práva ve Velké Británii exkluzivního obchodování s jihoamerickými španělskými koloniemi – oblasti v níž ležely se říkalo „Jižní moře“ (South sea) – společnosti South Sea Company za převzetí £ 2 milionů ze £ 30 981 712 státního dluhu. Práva obchodovat s jihoamerickými španělskými koloniemi měla Velká Británie dostat jakožto důsledek míru po válce o španělské dědictví, Utrechtský mír 1713 ji ale přiznal pouze právo poslat jednu obchodní loď ročně a Asiento – právo dovážet africké otroky do jihoamerických španělských kolonií.
O zhruba 80 let dříve nastala podobná situace v Nizozemí při „Tulipánové horečce“.
Ve Francii se situace obměněně zopakovala za Velké francouzské revoluce v letech 1790–1796 s asignáty.